# Freddy García (calciatore)
Freddy Alexander García Carrera (Puerto Barrios, 12 gennaio 1977) è un ex calciatore ed ex giocatore di calcio a 5 guatemalteco.

## Carriera
Come massimo riconoscimento in carriera vanta la partecipazione, con la nazionale guatemalteca di calcio a 5, al FIFA Futsal World Championship 2000 in cui la selezione centroamericana è stata eliminata nel girone del primo turno comprendente Brasile, Portogallo e Kazakistan.

## Palmarès

### Competizioni nazionali
- Lamar Hunt U.S. Open Cup: 1

Columbus Crew: 2002